# Arhangelszk
Arhangelszk (Архангельск / Arhangel'sk) város Oroszország északi részén, az Északi-Dvina folyó partján, közel a fehér-tengeri torkolathoz. Az Arhangelszki terület fővárosa.
Népessége 355 500 fő volt (2002-ben), míg a 2010-es népszámláláskor 348 783 fő.
A város arról a kolostorról kapta nevét, amelyet Szent Mihály arkangyal tiszteletére építettek a Dvina torkolatánál.

## Éghajlata
| Hónap                         | Jan.  | Feb.  | Már.  | Ápr.  | Máj.  | Jún. | Júl. | Aug. | Szep. | Okt.  | Nov.  | Dec.  | Év    |
| ----------------------------- | ----- | ----- | ----- | ----- | ----- | ---- | ---- | ---- | ----- | ----- | ----- | ----- | ----- |
| Rekord max. hőmérséklet (°C)  | 5,0   | 5,2   | 12,1  | 25,3  | 30,2  | 33,0 | 34,4 | 33,4 | 27,7  | 18,3  | 9,7   | 5,8   | 34,4  |
| Átlagos max. hőmérséklet (°C) | −9,2  | −7,7  | −1,2  | 5,4   | 12,5  | 18,7 | 21,8 | 18,0 | 12,2  | 4,8   | −2,5  | −6,4  | 5,6   |
| Átlagos min. hőmérséklet (°C) | −16,5 | −15,2 | −9,4  | −3,9  | 2,2   | 7,7  | 11,3 | 8,9  | 5,1   | 0,1   | −7,7  | −13,4 | −2,5  |
| Rekord min. hőmérséklet (°C)  | −45,2 | −41,2 | −37,1 | −27,3 | −13,7 | −3,9 | −0,5 | −4,1 | −7,5  | −21,1 | −36,5 | −43,2 | −45,2 |
| Átl. csapadékmennyiség (mm)   | 38    | 29    | 30    | 30    | 49    | 61   | 73   | 70   | 61    | 66    | 53    | 46    | 606   |
| Havi napsütéses órák száma    | 13    | 56    | 117   | 193   | 262   | 298  | 301  | 203  | 116   | 59    | 19    | 6     | 1643  |
| Forrás: Pogoda.ru.net         |       |       |       |       |       |      |      |      |       |       |       |       |       |

## Története

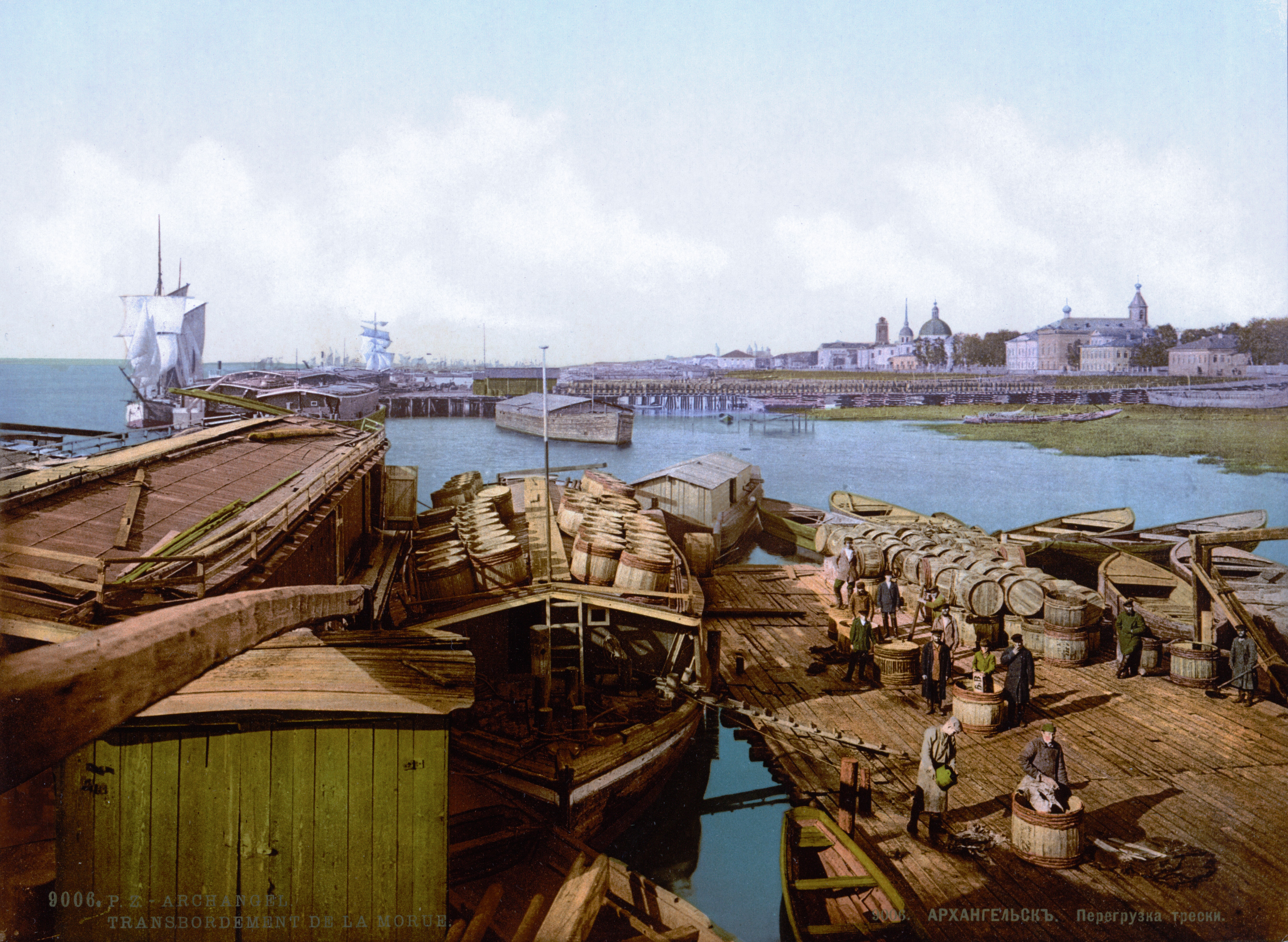
Arhangelszk kikötője egy 1896-os képeslapon

1555-ben Rettegett Iván kereskedelmi privilégiumokat adományozott angol kereskedőknek, akik kereskedőhajókat kezdtek küldeni a Dvina folyó torkolatához. Őket holland kereskedők követték. 1584-ben Iván cár elrendelte Novo-Holmogori város alapítását, ez lett a mai Arhangelszk. Ebben az időben a balti-tengeri kereskedelmet a Hanza-szövetség felügyelte, így Arhangelszk, melyet télen jégtakaró zárt körül, lett az egyetlen orosz tengeri kikötő. Fontos kereskedelmi utak vezettek a városból Észak-Szibériába és az Urálon túli Mangazeja városába.
1682-ben trónra lépett I. Péter cár, aki 1693-ban elrendelte, hogy hajóépítő műhelyt építsenek Arhangelszkben. A város jelentősége nőtt, a cár azonban tudta, hogy északi fekvése miatt Arhangelszk csak a nyári hónapokban használható kikötőként, ezért, miután legyőzte a svédeket, 1704-ben megalapította Szentpétervárt a Balti-tengernél.
A balti-tengeri kereskedelem fontosságának növekedésével Arhangelszk jelentősége a 18. században csökkent, de miután 1898-ban megindult a forgalom a Moszkva - Vologda - Arhangelszk vasútvonalon, jelentősége újra megnőtt, főleg a fakereskedelemnek köszönhetően. 1918 és 1920 között a város ellenállt a bolsevikeknek és a bolsevikellenes Fehér Sereg egyik fontos támaszpontja volt.

## Gazdaság
Napjainkban Arhangelszk fontos kikötőváros, a jégtörő hajóknak köszönhetően egész évben működik. Halászati szempontból fontos. Erdészeti igazgatóság található itt.

## Kultúra
A városban tengerészeti iskola és regionális múzeum található.

## Személyek
- A város környékéről származik Mihail Lomonoszov tudós

## Testvérvárosok
- USA, Portland 1988. november 18.
- Norvégia, Vardø 1989. február 23.
- Lengyelország, Słupsk 1989. június 26.
- Németország, Emden 1989. november 26.
- Franciaország, Mulhouse 1992. március 13.
- Finnország, Oulu 1993. június 3.
- Görögország, Pireusz 1995. február 28.
- Svédország, Kiruna 1999. augusztus 9.